# ISO 3166-2:DO
ISO 3166-2:DO è uno standard ISO che definisce i codici geografici delle suddivisioni della Repubblica Dominicana; è un sottogruppo dello standard ISO 3166-2.
I codici, assegnati alle 31 province e al Distrito Nacional che comprende la capitale Santo Domingo, sono formati da DO- (sigla ISO 3166-1 alpha-2 dello Stato), seguito da due cifre. Fino al 2000 il codice era formato da DO- più due lettere.

## Codici
| Codice | Provincia                  | Codice precedente |
| ------ | -------------------------- | ----------------- |
| DO-01  | Distrito Nacional          | DO-DN             |
| DO-02  | Azua                       | DO-AZ             |
| DO-03  | Bahoruco                   | DO-BR             |
| DO-04  | Barahona                   | DO-BH             |
| DO-05  | Dajabón                    | DO-DA             |
| DO-06  | Duarte                     | DO-DU             |
| DO-08  | El Seibo                   | DO-SE             |
| DO-09  | Espaillat                  | DO-EP             |
| DO-30  | Hato Mayor                 | DO-HM             |
| DO-19  | Hermanas Mirabal (Salcedo) | DO-SC             |
| DO-10  | Independencia              | DO-IN             |
| DO-11  | La Altagracia              | DO-AL             |
| DO-07  | Elías Piña (La Estrelleta) | DO-EP             |
| DO-12  | La Romana                  | DO-RO             |
| DO-13  | La Vega                    | DO-VE             |
| DO-14  | María Trinidad Sánchez     | DO-MT             |
| DO-28  | Monseñor Nouel             | DO-MN             |
| DO-15  | Monte Cristi               | DO-MC             |
| DO-29  | Monte Plata                | DO-MP             |
| DO-16  | Pedernales                 | DO-PN             |
| DO-17  | Peravia                    | DO-PR             |
| DO-18  | Puerto Plata               | DO-PP             |
| DO-20  | Samaná                     | DO-SM             |
| DO-21  | San Cristóbal              | DO-CR             |
| DO-22  | San Juan                   | DO-JU             |
| DO-23  | San Pedro de Macorís       | DO-PM             |
| DO-24  | Sánchez Ramírez            | DO-SZ             |
| DO-25  | Santiago                   | DO-ST             |
| DO-26  | Santiago Rodríguez         | DO-SR             |
| DO-27  | Valverde                   | DO-VA             |